# Fred Knipscheer
Fred Knipscheer (né le 3 septembre 1969 à Fort Wayne, Indiana aux États-Unis) est un joueur professionnel américain de hockey sur glace.

## Carrière de joueur
Après trois saisons avec les Huskies de St. Cloud State, il joint l'organisation des Bruins de Boston en 1993-1994. Il joue un total de 27 parties dans la Ligue nationale de hockey avec les Bruins.
Par la suite, il partage son temps entre la Ligue américaine de hockey et la Ligue internationale de hockey. Au terme de la saison 1999-2000, il met fin à sa carrière de joueur.

## Statistiques
| Saison     | Équipe                     | Ligue      |    | Saison régulière | Saison régulière | Saison régulière | Saison régulière | Saison régulière |   | Séries éliminatoires | Séries éliminatoires | Séries éliminatoires | Séries éliminatoires | Séries éliminatoires |
| Saison     | Équipe                     | Ligue      | PJ | B                | A                | Pts              | Pun              | PJ               | B | A                    | Pts                  | Pun                  |                      |                      |
| 1988-1989  | Lancers d'Omaha            | USHL       | 47 | 32               | 33               | 65               | 123              | -                | - | -                    | -                    | -                    |                      |                      |
| 1989-1990  | Lancers d'Omaha            | USHL       | 48 | 38               | 46               | 84               | 66               | -                | - | -                    | -                    | -                    |                      |                      |
| 1990-1991  | Huskies de St. Cloud State | NCAA       | 40 | 9                | 10               | 19               | 57               | -                | - | -                    | -                    | -                    |                      |                      |
| 1991-1992  | Huskies de St. Cloud State | NCAA       | 33 | 15               | 17               | 32               | 48               | -                | - | -                    | -                    | -                    |                      |                      |
| 1992-1993  | Huskies de St. Cloud State | NCAA       | 36 | 34               | 26               | 60               | 68               | -                | - | -                    | -                    | -                    |                      |                      |
| 1993-1994  | Bruins de Providence       | LAH        | 62 | 26               | 13               | 39               | 50               | -                | - | -                    | -                    | -                    |                      |                      |
| 1993-1994  | Bruins de Boston           | LNH        | 11 | 3                | 2                | 5                | 14               | 12               | 2 | 1                    | 3                    | 6                    |                      |                      |
| 1994-1995  | Bruins de Providence       | LAH        | 71 | 29               | 34               | 63               | 81               | -                | - | -                    | -                    | -                    |                      |                      |
| 1994-1995  | Bruins de Boston           | LNH        | 16 | 3                | 1                | 4                | 2                | 4                | 0 | 0                    | 0                    | 0                    |                      |                      |
| 1995-1996  | IceCats de Worcester       | LAH        | 68 | 36               | 37               | 73               | 93               | 3                | 0 | 0                    | 0                    | 2                    |                      |                      |
| 1995-1996  | Blues de Saint-Louis       | LNH        | 1  | 0                | 0                | 0                | 2                | -                | - | -                    | -                    | -                    |                      |                      |
| 1996-1997  | Roadrunners de Phoenix     | LIH        | 24 | 5                | 11               | 16               | 19               | -                | - | -                    | -                    | -                    |                      |                      |
| 1996-1997  | Ice d'Indianapolis         | LIH        | 41 | 10               | 9                | 19               | 46               | 4                | 0 | 2                    | 2                    | 10                   |                      |                      |
| 1997-1998  | Thoroughblades du Kentucky | LAH        | 17 | 0                | 7                | 7                | 8                | 3                | 0 | 1                    | 1                    | 7                    |                      |                      |
| 1997-1998  | Grizzlies de l'Utah        | LIH        | 58 | 21               | 32               | 53               | 69               | 2                | 0 | 0                    | 0                    | 4                    |                      |                      |
| 1998-1999  | Grizzlies de l'Utah        | LIH        | 21 | 4                | 9                | 13               | 20               | -                | - | -                    | -                    | -                    |                      |                      |
| 1998-1999  | Cyclones de Cincinnati     | LIH        | 43 | 14               | 15               | 29               | 44               | 3                | 2 | 1                    | 3                    | 4                    |                      |                      |
| 1999-2000  | Cyclones de Cincinnati     | LIH        | 8  | 1                | 0                | 1                | 2                | -                | - | -                    | -                    | -                    |                      |                      |
| 1999-2000  | Admirals de Milwaukee      | LIH        | 40 | 8                | 23               | 31               | 26               | 3                | 2 | 2                    | 4                    | 0                    |                      |                      |
| Totaux LNH | Totaux LNH                 | Totaux LNH | 28 | 6                | 3                | 9                | 18               | 16               | 2 | 1                    | 3                    | 6                    |                      |                      |

## Trophées et honneurs personnels
- Western Collegiate Hockey Association
  - 1993 : nommé dans la 1re équipe d'étoiles
- National Collegiate Athletic Association
  - 1993 : nommé dans la 2e équipe d'étoiles américaine de l'ouest

## Transaction
- 30 avril 1993 : signe comme agent libre avec les Bruins de Boston ;
- 2 octobre 1995 : échangé aux Blues de Saint-Louis par les Bruins de Boston en retour de Rick Zombo ;
- 16 août 1996 : signe comme agent libre avec les Blackhawks de Chicago ;
- 3 décembre 1998 : échangé aux Cyclones de Cincinnati par les Grizzlies de l'Utah contre Don Biggs ;
- 10 décembre 1999 : signe comme agent libre avec les Admirals de Milwaukee.